# Dasia nicobarensis
Dasia nicobarensis là một loài thằn lằn trong họ Scincidae. Loài này được Biswas & Sanyal mô tả khoa học đầu tiên năm 1977.